# HD 4362
HD 4362，又名BD+58 101，SAO 21693、HR 207，是一颗恒星，视星等为6.39，位于銀經122.33，銀緯-3.29，其B1900.0坐标为赤經0h 40m 52.4s，赤緯+59° -3.29′ 40″。